# 八潮市
八潮市（日语：／ Yashio shi */?）是日本埼玉縣東南部的城市，人口約7万8千人。

## 歴史
- 1世紀以前（彌生時代後期） - 現今八潮市的區域陸地化[1]。
- 4世紀左右（古墳時代前期） - 開始有人類定居。留下了作為這個時代的象徵古墳的八條殿社古墳[2]
- 1871年（明治4年）11月14日（陰曆） - 埼玉縣由浦和縣、忍縣、岩槻藩三個縣合併而誕生。
- 1956年（昭和31年）9月28日 - 南埼玉郡潮止村、八条村的一部分、八幡村合併成八潮村。
- 1964年（昭和39年）10月1日 - 因為町制實施而改成八潮町。
- 1972年（昭和47年）1月15日 - 因為市制實施而改成八潮市。
- 1988年（昭和63年）7月1日 - 埼玉縣底下第一個宣示成為終身學習都市的地方。
- 2005年（平成17年）8月24日 - 首都圈新都市鐵道筑波快線八潮站開業。
- 2015年（平成27年）10月1日 - 八潮市消防部門與草加市消防部門統一設置「草加八潮消防組合」。
- 2016年（平成28年）4月1日 - 「草加八潮消防組合」業務開始。
- 2024年（令和6年）1月4日 - 八潮市市公所新公所大樓落成。
- 2025年（令和7年）1月28日 - 埼玉縣道54號線、松戶草加線與潮止大道、浄水場大道交叉的「中央一丁目路口」附近，發生道路坍塌事故。原因是縣道底下埋設的下水道破損，埼玉縣政府呼籲有使用這個下水道自來水的12個地方自治體限制用水，此次事故影響12市町共計約120萬人[3]。

## 交通

### 鐵路
首都圈新都市鐵道
- 筑波快線： 八潮站

### 出處
1. ↑  八潮の沿革八潮市役所
2. ↑  八條殿社古墳
3. ↑  . 産経新聞 (産経新聞社). 2025-01-29  [2025-01-30].